# عیال اسد (روستا)
 عیال اسد  به عربی ( عیال اَسَد )، روستایی است در دهستان اباره از توابع استان ذَمار در کشور یمن در شبه جزیره عربستان.

## جمعیت
جمعیت آن (۶۶ ) نفر (۵ خانوار) می‌باشد.